# (1867) Deífobo
(1867) Deífobo es un asteroide perteneciente a los asteroides troyanos de Júpiter descubierto por Carlos Ulrrico Cesco el 3 de marzo de 1971 desde el observatorio El Leoncito, Argentina.

## Designación y nombre
Deífobo fue designado al principio como 1971 EA.
Más tarde se nombró por Deífobo, un personaje de la mitología griega.

## Características orbitales
Deífobo orbita a una distancia media del Sol de 5,129 ua, pudiendo alejarse hasta 5,351 ua y acercarse hasta 4,907 ua. Su inclinación orbital es 26,91° y la excentricidad 0,04329. Emplea en completar una órbita alrededor del Sol 4242 días.